# Catallena
《Catallena》（韓語：〈까탈레나〉）是韓國女子音樂團體After School子團橙子焦糖的第三張韓語單曲。同名主打歌由Igy和徐永培共同創作及製作，於2014年3月12日由Pledis娛樂和Kakao M透過數位下載及串流方式發行，是該團體的第三首單曲。音樂上，這首歌融合了流行音樂、義大利迪斯可和高能迪斯可風格，融入了70年代和80年代的音樂元素。其副歌部分加入了旁遮普民謠「JuttiMeri」的片段。歌詞敘述了Orange Caramel對名叫「Catallena」的女性的著迷。
這首歌曲一經發行，便獲得了音樂評論家普遍的好評，他們讚揚了這首歌混合多種音樂風格和「巧妙」的製作。Catallena在韓國商業上取得了成功，數位版本在Gaon音樂榜數位榜上最高排名第六，而實體專輯在Gaon音樂榜專輯榜上排名第五。截至2014年12月，這首歌的數位版在韓國已售出超過1,011,735份。這首歌還在K-pop Hot 100上最高排名第4，以及在美國World Digital Song Sales上排名第11。
隨歌曲一同發布的音樂錄影帶由Digipedi執導，於2014年3月12日上傳到Pledis娛樂的YouTube頻道。這部古怪的視覺作品將這個團體描繪成美人魚和壽司。為了宣傳目的，OrangeCaramel在2014年於多個韓國音樂節目上表演了《Catallena》，包括《M! Countdown》、《Show! 音樂中心》和《人气歌谣》，在這些表演中，他們裝扮成各種食物。

## 背景發行
2013年底，Pledis娛樂宣布橙子焦糖將於2014年2月回歸。然而，回歸被推遲到2014年3月初。在2014年2月18日，該團體在其官方Facebook頁面上發布了一則預告片，宣布發行他們的第三張單曲《Catallena》。預告片展示了一名女子的腿部，她藏在粉紅色牆後，穿著波點風格的復古裙子、絲襪和高跟鞋。兩天後，基於即將發布的音樂錄影帶中的一幀圖片，另一則預告片被發布。2014年2月26日，單曲的發行日期被宣布。這標誌著自2012年的前一首歌曲《LIPSTICK》以來17個月的首次韓語作品發布，也是他們的第六張單曲。
《Catallena》於2014年3月12日透過Pledis娛樂和Kakao M在各國提供數位下載和串流播放。這首歌的實體CD單曲於2014年3月14日由上述唱片公司在韓國發行。這首歌由該團體的長期合作者Igy和Seo Yong-bae創作和作曲，還負責製作。單曲的兩個版本都包含B面曲目《So Sorry》和《Cry》。

## 音樂與歌詞
《Catallena》這首歌融合了當代流行、意大利迪斯科和高能量（hi-NRG）風格，並融入了70年代和80年代的元素。這首歌調為E小調，節拍速度為每分鐘127拍，總長度為3分13秒。它採用了旁遮普民謠《JuttiMeri》的片段，特別在副歌部分中使用。這首曲目特色是NileRodgers和Chic風格的吉他伴奏，並使用了壓縮合成低音，這與英國搖滾樂隊新秩序1983年的經典歌曲《藍色星期一》（BlueMonday）相似。《Catallena》的製作還包含了80年代的鼓聲、Ghazal民間樂的樣本，以及寶萊塢風格的音色和節奏。在整首歌中，OrangeCaramel以高音和旋律性的咕嚕聲唱歌。其配器風格被比擬於瑞典超級樂團ABBA。在歌曲的副歌部分，這個團體表達了對迷人的“Catallena”女性的著迷，即使她們是異性戀，也唱道：“她太棒了，我愛上了她/即使我是一個女孩。”音樂記者認為這些歌詞具有更深層的含義。

## 迴響
Catallena廣受音樂評論家的好評。Jakob Dorof在Vice的文章中，讚揚了這首曲目精良的製作，他讚揚這首歌的巧妙製作，稱其讓人感到幾乎像是手工製作。Dorof進一步形容橙子焦糖的強烈表現如同夜空中最亮的霓虹燈。他還為Pitchfork撰寫了一篇文章，在文章中，他稱這首歌為“相當出色的流行歌曲”，並認為它是該團體最好的歌曲，主要是因為其在製作上使用了獨特的過濾和混音技術。在PopMatters的評論中，ScottInterannte讚揚這首歌融合了多種奇特的流派和風格。在Billboard的評論中，Jeff Benjamin表達了相似的觀點，他將這首歌稱為“特殊音樂元素的獨特融合”，並指出它是從“K-pop的異性戀常規愛情歌詞的偏離。在Dazed的評論中，Taylor Glasby將其視為“在迪斯科時代之後”，並寫道“滑稽、扭曲且奇妙的‘Catallena’是一首鑲嵌在你腦海中的曲子。”他將這首歌標籤為“更像是一種創新的嘗試”，並感覺它“充滿了自信”，代表了該團體“正在一個轉變的階段。”IZM的Kim Do-heon給予了稍微積極的評論，對這首歌評分為三星（滿分五星），並寫道：“這首歌本身還可以，但其象徵意義和含義並不輕鬆。”JessicaOak和Benjamin將這首曲目列為Billboard2014年最佳20首歌曲之一，並認為它“可能是當年最奇怪的曲目”，但也是“當年最天才的發行之一。”該雜誌將這首曲目排在2010年代最佳K-pop歌曲100首的第20位。
"Catallena"在韓國獲得了商業上的成功。這首歌於2014年3月9日至15日首次登上Gaon數位排行榜，最高排名第六。它連續四週保持這一排名，直到2014年4月12日那週開始下滑。首週，這首歌在數位下載榜上初次亮相就達到第三名，銷售了111,510個數位單位。"Catallena"是2014年3月在數位榜上表現第七佳的歌曲。同時，它的實體單曲在Gaon專輯榜上達到了第五名的最高排名。截至2014年12月，"Catellena"在韓國的數位單曲銷量已超過1,011,735單位，成為當年韓國第33名暢銷單曲。此外，根據數位銷售、串流和背景音樂（曲目下載），它在2014年Gaon数位榜上排名第38。

## 音樂錄影帶

### 背景
《Catallena》的音樂錄影帶於2014年3月12日上傳至Pledis娛樂的YouTube頻道。在這之前，該平台已在五天前發布了一段30秒的預告。影片由韓國製作公司Digipedi執導，這家公司曾與多位韓國藝人合作，包括PSY、IU和Epik High等。Arrici擔任攝影導演，VIT則是燈光師。影片的視覺效果既滑稽又帶有「怪異」感，呈現了成員扮成壽司的模樣。談及音樂錄影帶背後的靈感，Digipedi透露他們在一家餐廳吃壽司時突發奇想，想要嘗試製作出「橙色焦糖」風味的壽司。這對創作團隊進一步解釋道：「我們認為將美人魚的故事與壽司的元素結合會非常有創意。考慮到K-pop偶像通常被描繪成公主，我們覺得打破這種形象會是一個吸引人的點子。」

### 劇情概要與評價
音樂錄影帶開場展示了每位成員的特寫鏡頭，緊接著轉場到他們一起擺出姿勢的畫面。在接下來的場景中，這個團體身穿波卡點風格的服裝，在粉彩色的背景前跳舞，還有在桌子上進行的舞蹈表演。畫面隨後切換，展示團體成員穿著美人魚服裝，接著變成了被包裝成壽司的模樣。 在影片的後續部分，他們被一位名為「Catallena」的變裝皇后章魚角色所吸引，該角色由韓國喜劇演員鄭泰浩扮演，他因在自己的節目「Gag Man」中的反串表演而知名。 音樂錄影帶中還包含了喜劇演員鄭太虎的客串。 影片最後以成員來到一家餐廳收尾，但最終他們哭著吃下了自己變成壽司的形態。
Interrante認為這支影片是「俏皮」和「古怪」的，他寫道這個「色彩繽紛，服裝時髦的影片[...] 完美地展現了該團體特有的幽默感。」 Glasby稱這部影片為「最巧妙的『伎倆』」，他寫道：「它從未顯得荒唐；反而展現出智慧、創造力、幽默和同理心的光芒，在動盪的一年裡為世界帶來了光明。」這部音樂影片在YouTube上迅速走紅，24小時內觀看次數突破100萬。在短短五天內，它已吸引了超過200萬次的觀看。韓國KBS因為該影片將人類描繪為壽司和塑料包裝中的物品而禁止播放，批評它「對人類生命不夠重視」。

## 宣傳
在《Catallena》發行前夕，Orange Caramel於2014年3月11日在首爾江南區舉辦了一場“驚喜首映會”，與粉絲共同討論這首新單曲。Pledis娛樂也公開了專輯封面的製作過程和音樂錄影帶的幕後花絮。單曲正式發行後，Orange Caramel便開始在韓國各大音樂節目上進行表演，首次電視現場表演是在2014年3月13日的Mnet《M! Countdown》。此後，他們還分別在MBC的《Show! 音樂中心》、SBS的《人气歌谣》和MBC Music的《Show Champion》等節目上進行了精彩的表演。在這些表演中，團員們穿著以食物為主題的服裝，例如壽司、薯條和朝鮮拌飯造型的服飾。他們還在2014年3月22日的WAPOP K-Dream音樂會上演唱了這首歌曲。

## 曲目列表
| CD單曲/ 數位下載 | CD單曲/ 數位下載               | CD單曲/ 數位下載  | CD單曲/ 數位下載 | CD單曲/ 數位下載 |
| 曲序             | 曲目                           |                   | 作曲             | 时长             |
| ---------------- | ------------------------------ | ----------------- | ---------------- | ---------------- |
| 1.               | Catallena（）                  | Igy Seo Yong-bae  | Igy Seo Yong-bae | 3:13             |
| 2.               | So Sorry                       | Igy Seo Yong-bae  | Igy Seo Yong-bae | 3:03             |
| 3.               | Cry（; Michin Deusi Ureosseo） | Kim Tae-hyeon E.G | Kim Tae-hyeon    | 3:23             |
| 总时长：         | 总时长：                       | 总时长：          | 总时长：         | 9:39             |

## 後輩cover
| 日期          | 團體   | 舞台                                | 開場排位 | 開場排位 | 開場排位 | Ref.   |
| 日期          | 團體   | 舞台                                | 左邊     | 中間     | 右邊     | Ref.   |
| ------------- | ------ | ----------------------------------- | -------- | -------- | -------- | ------ |
| 2020年9月13日 | IZ*ONE | [ONEIRICTHEATER]線上演唱會          | 姜惠元   | 張員瑛   | 金采源   | [ 43 ] |
| 2023年10月8日 | NMIXX  | NMIXXCHANGEUP：MIXXUNIVERSITY首爾場 | Jiwoo    | Bae      | Haewon   | [ 44 ] |

## 榜單
| 榜單                               | 峰值   |
| 周榜單                             | 周榜單 |
| ---------------------------------- | ------ |
| 南韓（Gaon單曲榜）                 | 6      |
| 南韓（Gaon Album Chart）           | 5      |
| 南韓（K-pop Hot 100）              | 4      |
| 美國 World Digital Songs（告示牌） | 11     |
| 月榜單(3月）                       |        |
| 南韓（Gaon單曲榜）                 | 7      |
| 南韓（Gaon Album Chart）           | 21     |
| 年末榜單                           |        |
| 南韓（Gaon單曲榜）                 | 33     |

1. 1 2 3  根據數位銷售、串流和背景音樂（曲目下載）
2. 1 2  根據實體銷售

## 發行歷史
| 国家 | 日期          | 格式          | 公司           | Ref.  |
| ---- | ------------- | ------------- | -------------- | ----- |
| 全國 | 2014年3月12日 | 數位下載 串流 | Pledis Kakao M | [ 5 ] |
| 韩国 | 2014年3月14日 | CD單曲        | Pledis Kakao M | [ 7 ] |